# Spermezeu
Spermezeu – wieś w Rumunii, w okręgu Bistrița-Năsăud, w gminie Spermezeu. W 2011 roku liczyła 1163 mieszkańców.